# 정길화
정길화(1959년 10월 11일 ~ )는 대한민국의 연출가 겸 언론인이다.

## 생애
1984년 MBC에 시사교양 PD로 입사하였다. 마산고등학교와 한국외국어대학교 서반아어과를 졸업하였고 2002년에 한국외국어대학교 정책과학대학원 신문방송학과를 졸업하고 같은 해 8월부터 1년간 베이징 인민대에서 연수했다. MBC에 입사한 후 <인간시대>, <명작의 무대>, <세상사는 이야기>, <PD수첩>, <이제는 말할 수 있다> 등 MBC의 대표적인 시사교양 프로그램을 연출하였다. 이화여자대학교, 한국외국어대학교, 경기대학교, MBC아카데미 등에서 강의하였다. 2004년 홍보심의국장 이후 특보 겸 창사50주년기획단 사무국장, 대외협력팀장 등을 맡았다. 방송대상, 청소년영상제, 서울국제다큐멘터리제 등에서 심사위원, 한국PD연합회 회장, 한국방송학회 대외협력이사, 동아시아PD포럼 다큐멘터리부문 심사위원장, MBC 기획조정실 정책협력부장, MBC 중남미(브라질) 지사장 겸 PD특파원, 한국국제문화교류진흥원(KOFICE) 원장 등을 역임했다. 이달의 좋은 프로그램상, 방송대상, 삼성언론상, 한국청년대상, 통일언론상, 한국기자상 특별상, 임종국상, 외대언론인상, 한국언론대상 등을 수상했다.

## 경력
- 1997년~1999년: 제8대 MBC프로듀서협회 회장
- 1998년~1999년: 제12대 한국방송프로듀서연합회 회장
- 1998년~1999년: 언론개혁시민연대 공동대표
- 1998년~2002년: 21세기언론연구소 이사
- 2004년~: MBC 홍보심의국 국장
- MBC 중남미(브라질) 지사장 겸 PD특파원
- 한국국제문화교류진흥원(KOFICE) 원장
- 현재(2025년) : 동국대학교 한류융합학술원 원장 겸 특임교수

## 상훈
- 1998년 한국기자상 특별상
- 2002년 제6회 한국언론대상[2]
- 2003년 제2회 언론인 홈페이지대상 은상
- 2008년 제20회 한국PD대상 공로상

## 저서
- 《거꾸로 선 세상에도 카메라는 돌아간다》(정길화, 개마고원, 1997년) ISBN 8985548239
- 《PD수첩과 프로듀서 저널리즘》(정길화, 나남, 2000년) ISBN 8930037917
- 《기록의 힘 증언의 힘》(정길화, 시대의창, 2009년) ISBN 9788959401406

## 공저
- 《3인 3색 중국기》(정길화·조창완·박현숙. 아이필드, 2004년) ISBN 8989938430
- 《PD가 말하는 PD》(장기오·정길화 외. 부키. 2003년) ISBN 8985989626
- 《우리들의 현대 침묵사》(이채훈·정길화·김환균 외. 해냄출판사. 2006년) ISBN 9788973377718